# Klete Keller
Klete Keller (Las Vegas, 21 marzo 1982) è un ex nuotatore statunitense.
Ha vinto un oro e un bronzo nella staffetta 4x200 m rispettivamente ai Giochi olimpici di Atene 2004 e Sydney 2000. Ha vinto anche due bronzi nei 400 m sl. È primatista mondiale dei 4x200 sl.

## Controversie
Il 6 gennaio 2021 era uno dei partecipanti all'assalto al Campidoglio di Washington..

## Palmarès
- Olimpiadi

Sydney 2000: argento nella 4x200m sl e bronzo nei 400m sl.
Atene 2004: oro nella 4x200m sl e bronzo nei 400m sl.
Pechino 2008: oro nella 4x200m sl.
- Mondiali

Fukuoka 2001: bronzo nei 200m sl e nella 4x200m sl.
Barcellona 2003: argento nella 4x200m sl.
Montreal 2005: oro nella 4x200m sl.
Melbourne 2007: oro nella 4x200m sl.
- Mondiali in vasca corta

Mosca 2002: oro nei 200m sl e nella 4x100m sl e bronzo nella 4x200m sl.
- Campionati panpacifici

Sydney 1999: oro nella 5km di fondo.
Yokohama 2002: argento nella 4x200m sl e bronzo nei 400m sl.
Victoria 2006: oro nei 200m sl e nella 4x200m sl e bronzo nei 400m sl.